# Chanson de printemps
La Chanson de printemps, op. 172, est une œuvre de la compositrice Mel Bonis.

## Composition
Mel Bonis compose sa Chanson de printemps pour voix élevée et piano sur un texte qu'elle écrit elle-même, mais qui est peut-être d'Édouard Guinand. Il existe deux manuscrits portant la mention « à publier », « paroles et musique de Mel Bonis », mais aussi une page de titre « Trois mélodies sur des paroles d'Édouard Guinand : Viens, Mirage et Chanson de printemps ». L'œuvre est publiée à titre posthume par les éditions Armiane en 2002 et en 2014.

## Discographie
Mel Bonis, l'œuvre vocale. Doron musique, 2006

## Sources
- Étienne Jardin, Mel Bonis (1858-1937) : parcours d'une compositrice de la Belle Époque, 2020 (ISBN 978-2-330-13313-9 et 2-330-13313-8, OCLC 1153996478, lire en ligne)